# IFK Norrköping

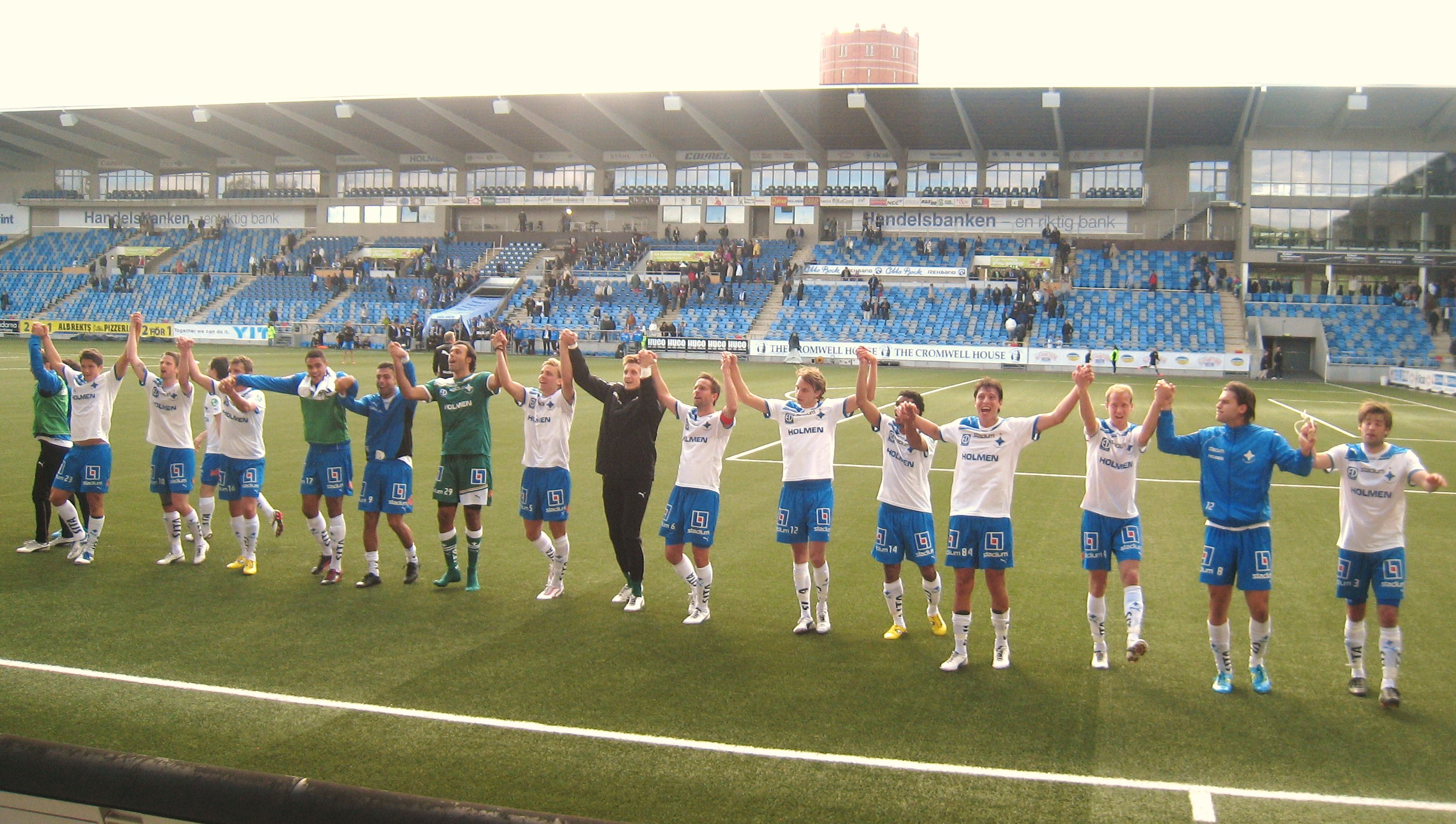
Football at parken

L'IFK Norrköping és un club de futbol suec de la ciutat de Norrköping.

## Història
El club va ser fundat el 29 de maig de 1897. Destacà a la dècada dels 40 dirigits per l'hongarès Lajos Czeizler (1942-1948).

## Jugadors destacats
- Kennet Andersson
- Tomas Brolin
- Georg 'Åby' Ericson
- Eddie Gustafsson
- Ove Kindvall
- Nils Liedholm
- Gunnar Nordahl
- Gösta Nordahl
- Knut Nordahl
- Björn Nordqvist

## Palmarès
- Campionat suec de futbol (13): 1942–43, 1944–45, 1945–46, 1946–47, 1947–48, 1951–52, 1955–56, 1956–57, 1960, 1962, 1963, 1989, 2015
- Allsvenskan (13): 1942–43, 1944–45, 1945–46, 1946–47, 1947–48, 1951–52, 1955–56, 1956–57, 1960, 1962, 1963, 1992, 2015
- Allsvenskan play-off (1): 1989
- Svenska Cupen (6): 1943, 1945, 1968–69, 1987–88, 1990–91, 1993–94